# کامیفورانو، هوکایدو
کامیفورانو، هوکایدو (به لاتین: Kamifurano, Hokkaido) یک منطقهٔ مسکونی در ژاپن است که در Kamikawa Subprefecture واقع شده‌است. کامیفورانو  ۱۲٬۳۰۳ نفر جمعیت دارد.